# Donncha O'Callaghan
Donnchadh Fintan O'Callaghan, detto Donncha (Cork, 24 marzo 1979), è un ex rugbista a 15 irlandese che giocava nel ruolo di seconda linea. È stato un internazionale con l'Irlanda, collezionando in totale 94 presenze, e vanta anche 4 presenze con i British and Irish Lions.

## Biografia
Dopo avere fatto parte della nazionale irlandese U-19 che vinse la Coppa del Mondo di categoria nel 1998, insieme a giocatori quali Brian O'Driscoll e Paddy Wallace, O'Callaghan si unì al Munster per disputare l'All-Ireland League. Fresco vincitore della Celtic League 2002-03, debuttò con la nazionale irlandese il 22 marzo 2003 durante la partita del Sei Nazioni contro il Galles vinta 25-24 al Millennium Stadium. In seguito venne selezionato per disputare la Coppa del Mondo di rugby 2003.
Dopo la vittoria della Celtic Cup nel 2005, O'Callaghan e il Munster ottennero il loro primo successo europeo vincendo la Heineken Cup 2005-06 dopo avere sconfitto in finale il Biarritz 23-19. Nel 2007 partecipò alla sua seconda Coppa del Mondo, e l'anno dopo vinse nuovamente la Heineken Cup sconfiggendo stavolta il Tolosa 16-13. Donncha O'Callaghan fece parte anche della squadra che vinse la Celtic League 2008-09 e della nazionale irlandese che realizzò il suo secondo Grande Slam, a distanza di 61 anni dal primo, trionfando al Sei Nazioni 2009.
Dopo avere ulteriormente prolungato il suo contratto con il Munster, nel 2011 O'Callaghan vinse la sua terza Celtic League; lo stesso anno partecipò anche all'edizione della Coppa del Mondo svoltasi in Nuova Zelanda. In seguito prolungò ulteriormente il suo contratto con il Munster fino al giugno 2016. Il 15 febbraio 2014, entrando dalla panchina durante la partita del Pro12 contro le Zebre, O'Callaghan collezionò 241 presenze con il suo club superando il precedente record appartenente a Ronan O'Gara.
L'ultima partita disputata da O'Callaghan da internazionale risale al pareggio 13-13 contro la Francia in occasione del Sei Nazioni 2013. Sempre a livello internazionale, il seconda linea irlandese collezionò anche tre presenze con i British and Irish Lions durante il loro tour del 2005 giocando contro l'Argentina e negli ultimi due test match contro gli All Blacks, alle quali si aggiunse un'altra presenza collezionata partecipando al primo test match contro gli Springboks perso 26-21 in occasione del tour in Sudafrica.

## Palmarès
- Celtic League: 3
Munster: 2002-03, 2008-09, 2010-11
- Celtic Cup: 1
Munster: 2004-05
- Heineken Cup: 2
Munster: 2005-06, 2007-08